# 칭산구 (바오터우시)

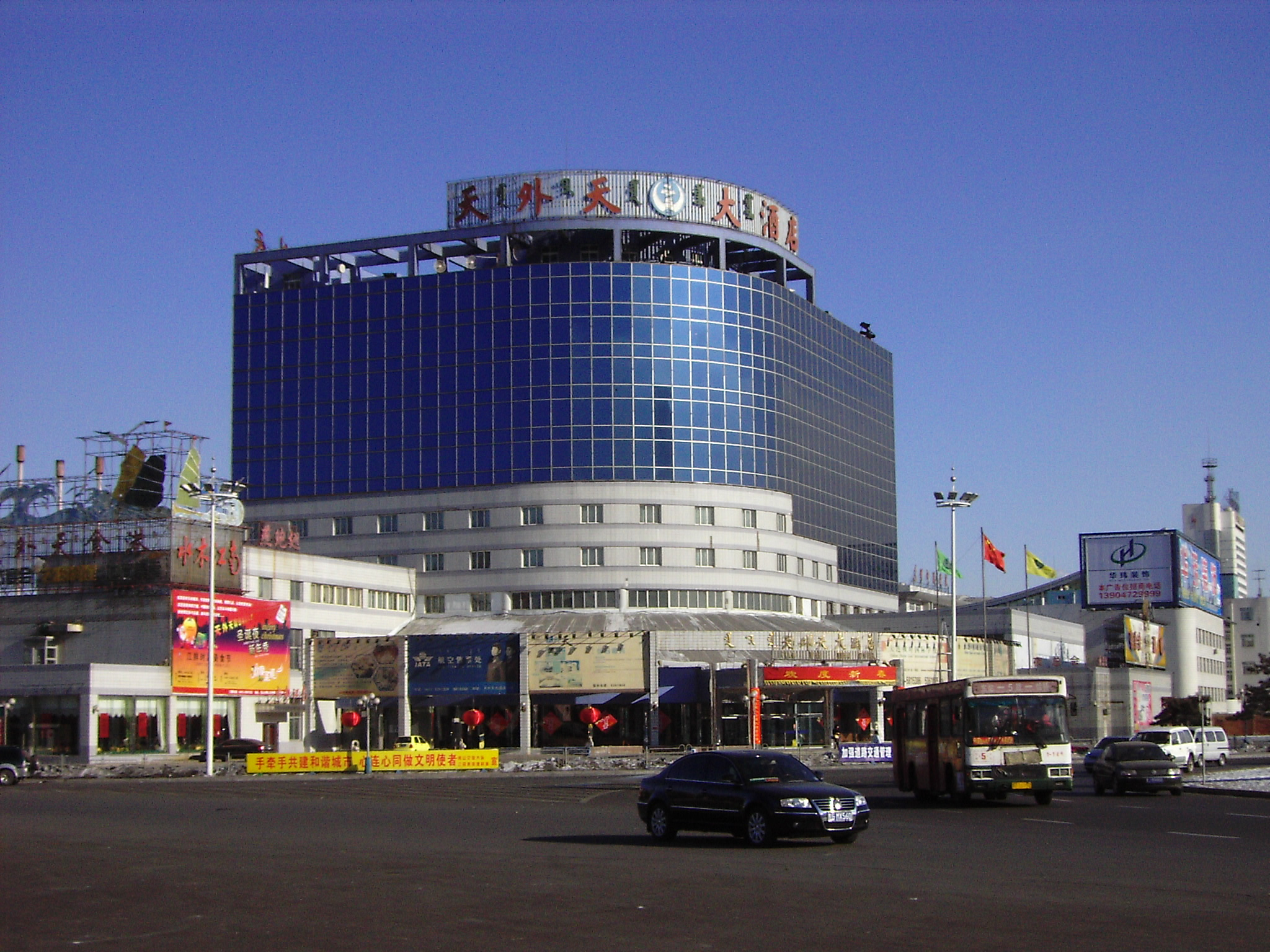

칭산구(한국어: 청산구, 중국어: 青山区, 병음: Qīngshān Qū)는 내몽골 자치구 바오터우 시의 현급 행정구역이다. 넓이는 67km2이고, 인구는 2007년 기준으로 330,000명이다.

## 기후
연평균 기온은 6.5℃이고 연평균 강수량은 311.5mm이다.

## 행정 구역
8개 가도, 2개 진을 관할한다.
- 가도: 先锋道街道, 幸福路街道, 万青路街道, 富强路街道, 科学路街道, 青山路街道, 自由路街道, 乌素图街道.
- 진: 青福镇, 万水泉镇.